# Konyanka
Le Konyanka est une langue mandée parlée principalement au sud-est de la Guinée dans la préfecture de Kérouane dans la région de Kankan et dans la préfecture de Beyla dans la région de Nzérékoré, ainsi qu’au Libéria, en Côte d’Ivoire et en Sierra Leone.